# Tử Tâm Ngộ Tân
Tử Tâm Ngộ Tân (zh: 死心悟新, sǐxīn wùxīn; ja: shishin goshin; 1044-1115) hay cũng được gọi là Hoàng Long Ngộ Tân, là Thiền sư và Tổ đời thứ 3 của phái Hoàng Long, Lâm tế tông. Sư là pháp tử của Thiền sư Hối Đường Tổ Tâm. Đệ tử nổi danh của sư có nữ Thiền sư Trí Thông.

## Cơ duyên ngộ đạo
Sư họ Vương, quê ở Khúc Giang, Thiều Châu. Dáng người sư cao lớn mặt đen giống như người Ấn Độ. Sư xuất gia tại viện Phật-đà và có phong cách xuất chúng. Đầu tiên, sư đến yết kiếnThiền sư Tú Thiết Diện. Sau một cuộc pháp chiến, Thiền sư Tú thừa nhận trình độ của sư nhưng sư chẳng chú ý, bèn phủi áo ra đi.
Đến Hoàng Long, sư tham vấn Thiền sư Hối Đường Tổ Tâm (còn có hiệu là Bảo Giác). Sau một lúc đàm luận, Bảo Giác thấy sư chưa ngộ bèn nói: "Nếu tài năng chỉ thế, nói ăn đâu no bụng người?". Sư bế tắc không lời nói, tỏ rõ: "Con đến đây cung gãy tên hết, cúi mong Hoà thượng từ bi chỉ chỗ an lạc". Bảo Giác liền dạy: "Một hạt bụi bay hay che trời, một hạt cải rơi hay phủ đất, chỗ an lạc tối kị Thượng toạ có bao nhiêu thứ tạp nhạp. Cần phải chết toàn tâm từ vô thủy kiếp đến nay mới nên vậy".
Một hôm, Sư ngồi lặng lẽ dưới tấm bảng, chợt thấy Tri sự đánh Cư sĩ và khi nghe tiếng roi, sư bỗng nhiên thông suốt, quên mang cả giày và chạy đến Bảo Giác trình: "Người trong thiên hạ thảy là học được, con đã ngộ được rồi". Bảo Giác cười nói: "Tuyển Phật được người đứng đầu bảng, ai dám đương". Từ đây sư có hiệu là Tử Tâm, chỗ ở của sư có để bảng hiệu là Tử Tâm thất.

## Hoằng pháp
Sau khi đắc đạo, sư tiếp tục đi vân du đây đó. Đến năm thứ 7 (1092) niên hiệu Nguyên Hựu, sư bắt đầu ra hoằng pháp ở Vân Nham.
Đến đầu niên hiệu Chính Hòa (zh: 政和, 1111-1118), sư về trụ trì và tiếp tục mở rộng tông phong của phái Hoàng Long tại núi Hoàng Long.
Trong cuộc đời sư có để lại nhiều truyền thuyết kỳ bí. Như khi sư đến Thúy Nham, tại đây có miếu thờ thần, dân làng cúng rượu thịt liên miên. Sư sai tri sự đi phá miếu, tri sự không dám đi sợ chuốc hoạ. Sư bảo: "Nếu hay tác hoạ, ta tự làm đó". Nói xong sư đích thân đi huỷ miếu. Có con rắn to nằm đưa đầu như muốn mổ. Nghe sư quở, nó trốn đi. Sư về nghỉ an ổn và không bao lâu, sư trở về Vân Nham. Có một vị quan viết lời ký cho một Tàng kinh các. Ông lấy lời ghi trên mộ người thân khắc vào bên cạnh cái bia. Sư không hài lòng nói: "Cái mộ mà xem thường không sợ hoạ sao?". Sư nói chưa dứt, sét đánh nổ vỡ tấm bia.
Sau, sư bị bệnh nên lui về an dưỡng ở Hối Đường. Tại đây sư vẫn tiếp tục giáo hoá đồ chúng. Một hôm, vào giờ tiểu tham, sư đưa cây phất tử lên nói: "Xem! Xem! Phất tử bệnh hay Tử Tâm bệnh? Phất tử an hay Tử Tâm an? Phất tử xỏ thấu Tử Tâm, Tử Tâm xỏ thấu phất tử. Chính ngay khi này gọi phất tử lại là Tử Tâm, gọi Tử Tâm lại là phất tử, cứu kính phải nói thế nào?". Sư im lặng giây lâu nói: "Chớ đem phải quấy đến ta biện, phù sanh xuyên tạc chẳng can nhau".
Có vị tăng hỏi sư về câu rốt sau. Sư nói kệ:
                        Một câu ở rốt sau,
                        Cần phải đường tâm dứt,
                        Cửa sáu căn đã không,
                        Muôn pháp không sanh diệt,
                        Nơi đây thấu được nguồn,
                        Chẳng cần cầu giải thoát,
                        Bình sanh thích mắng người,
                        Chỉ vì thường ưa sống.
Niên hiệu Chính Hoà thứ 5 (1115), ngày 13 tháng 12, buổi chiều lúc tiểu tham, sư nói kệ dạy chúng lần cuối. Đến ngày rằm cùng tháng, sư thị tịch, thọ 72 tuổi, 45 tuổi hạ.